# Leib-Kürassier-Regiment „Großer Kurfürst“ (Schlesisches) Nr. 1

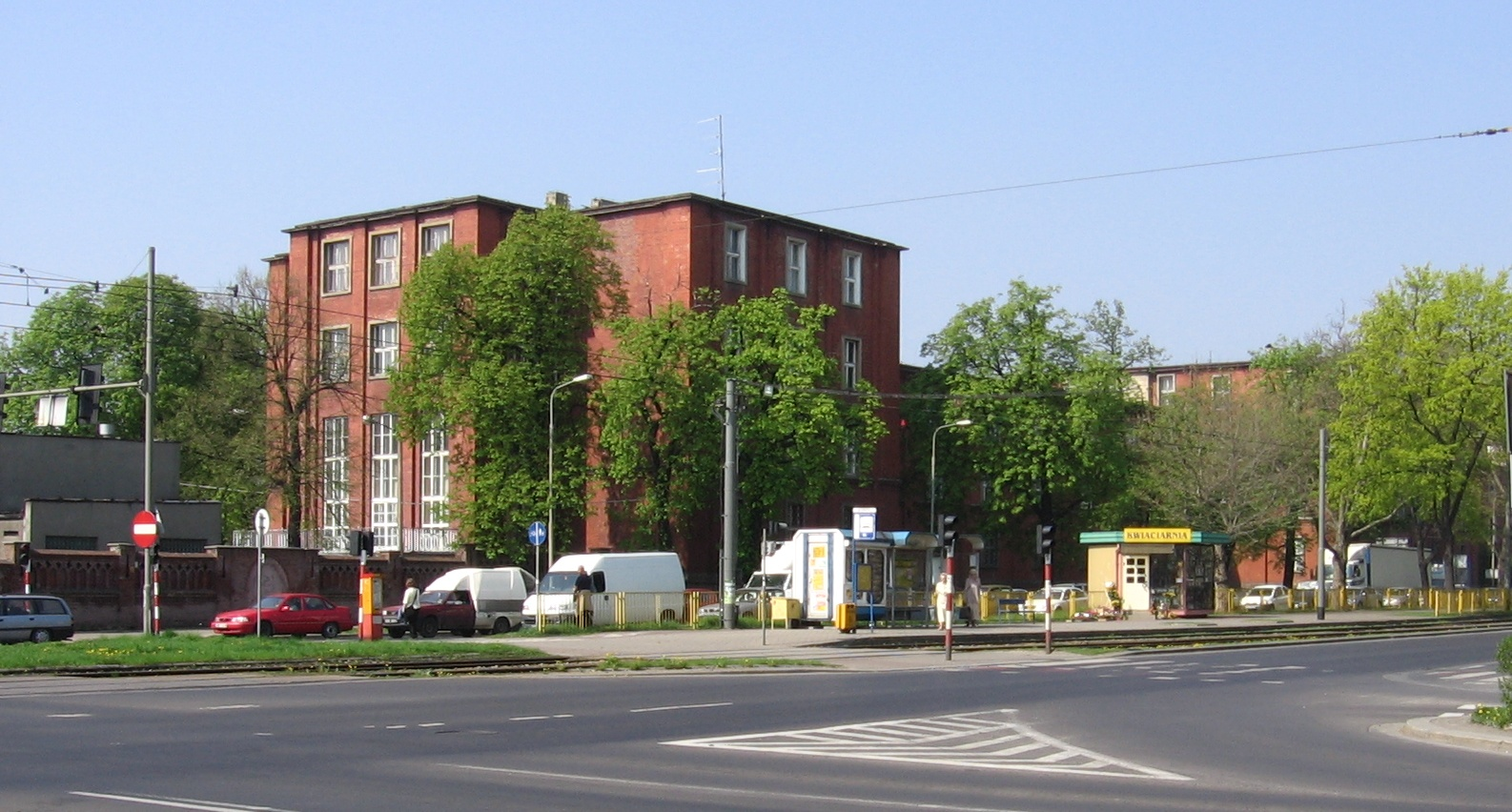
Kaserne des Regiments in Breslau, 2006

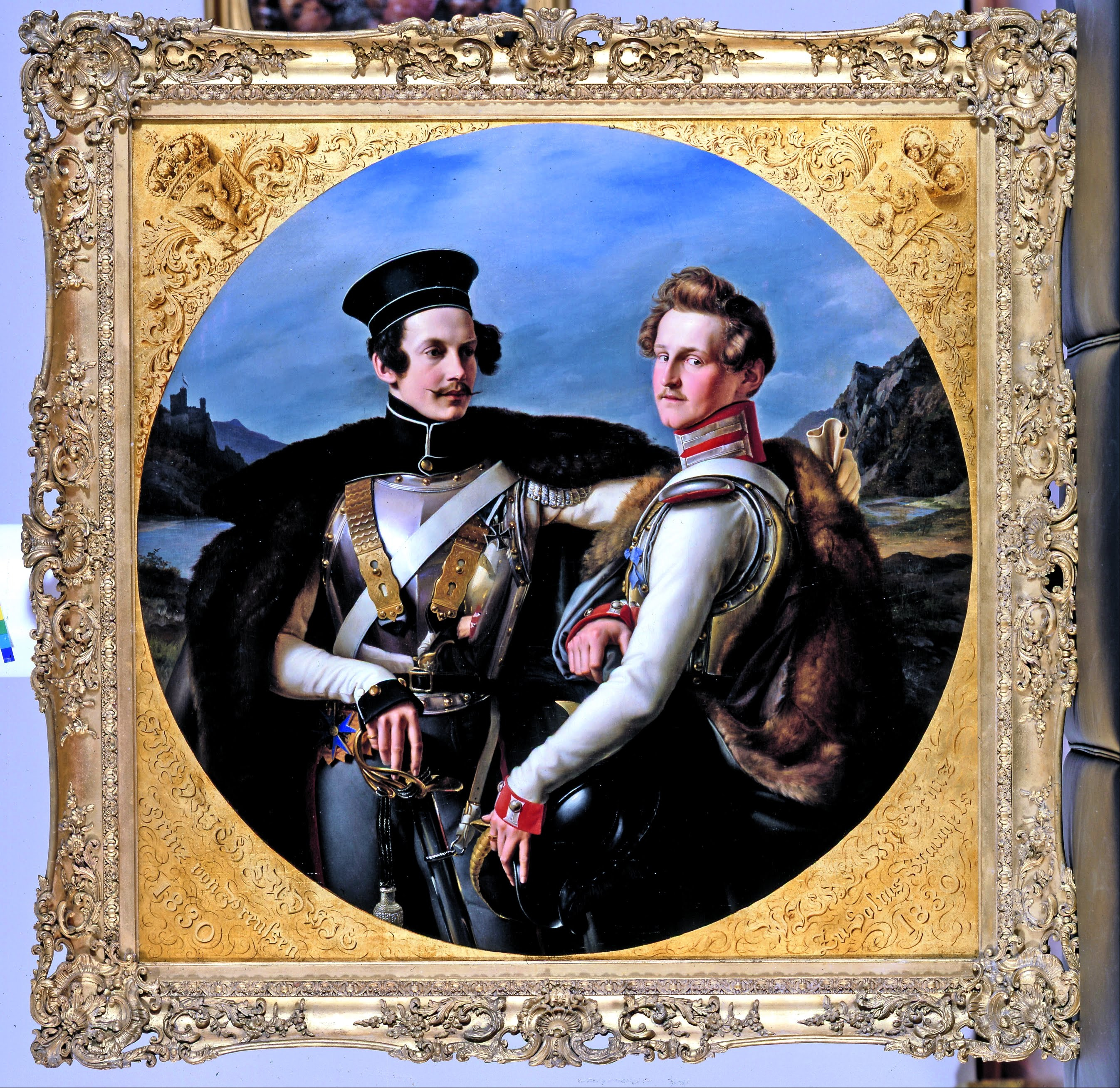
Doppelbildnis der Prinzen Friedrich von Preußen und Wilhelm zu Solms-Braunfels in Kürassieruniformen – Regimentschef Prinz Friedrich von Preußen (links) in der Uniform des Schlesischen Kürassier-Regiments Nr. 1 im Jahr 1830

Das Leib-Kürassier-Regiment „Großer Kurfürst“ (Schlesisches) Nr. 1 war ein Kavallerieverband der Preußischen Armee, die als Dragoner-Garde 1674 gegründet wurde. Im 18. Jahrhundert war es ein Kürassier- Regiment zu Pferde (K 4). Es wurde 1918 aufgelöst und galt im 19. Jahrhundert als ältestes Regiment der preußischen Kavallerie.

## Aufstellung
Kurfürst Friedrich Wilhelm von Brandenburg, der Große Kurfürst, erteilte am 1672 seinem Obermundschenk Joachim Ernst von Grumbkow die Order zur Aufstellung von zwei Kompanien Dragoner für den Ordonnanzdienst bei Hofe. Diese beiden Kompanien „Hofstaat Dragoner“ wurden am 21. Juni 1674 zum Leib-Dragoner-Regiment „von Grumbkow“ hochgestuft und als Leibgarde des Kurfürsten verwendet.
Am 27. Februar 1714 verlor das Regiment unter König Friedrich Wilhelm I. seinen Status als Garderegiment und firmierte fortan unter der Bezeichnung Dragonerregiment „von Blanckensee“ mit dem angehängten Namen des Chefs des Regiments. Im Jahre 1718 wurde der Verband in ein Regiment zu Pferde (Kürassier-Regiment) mit der Stammlistennummer Nr. 4 (K 4) umgewandelt. Zwischen 1733 und 1758 führte der Verband den Namen Regiment „von Geßler“ und lag in verschiedenen Orten in Ostpreußen in Garnison.
Nach dem Zusammenbruch der Preußischen Armee im Jahre 1807 und der damit verbundenen Neuformierung und Reorganisation wurden dem Regiment in diesem Jahre die Reste der Dragonerregimenter „von Prittwitz“ und des Kürassierregiments „von Heising“ zugeschlagen.
Mit Allerhöchster Kabinetts Ordre vom 7. September 1808 wurde die Namensgebung der preußischen Verbände grundlegend geändert. Statt des Namens des Chefs wie bisher, wurde eine landsmannschaftliche Bezeichnung mit durchlaufender Nummerierung gewählt. Das Regiment führte nunmehr den Namen Schlesisches Kürassier-Regiment Nr. 1, dem am 3. Dezember Breslau als Garnison zugewiesen wurde. Durch A.K.O. erfolgte am 18. September 1866 die Umbenennung in Leib-Kürassier-Regiment Nr. 1 und am 27. Januar, dem Geburtstag des Kaisers, in Leib-Kürassier-Regiment „Großer Kurfürst“ (Schlesisches) Nr. 1.

## Teilnahme an Gefechten und Kampfhandlungen
- 1675 Schlacht bei Fehrbellin
- 1686 Schlacht vor Ofen gegen die Türken (nur 4. Kompagnie)
- Ende des 17. Jahrhunderts Kämpfe im Verband der Reichstruppen gegen Frankreich in Baden, Flandern, Nordfrankreich und am Niederrhein
- Teilnahme am Spanischen Erbfolgekrieg
- Erster Schlesischer Krieg
- Zweiter Schlesischer Krieg
- Siebenjähriger Krieg (Teilnahme an der Schlacht bei Leuthen, bei Chemnitz am 21. Mai 1762 und bei Freiberg im Oktober 1763)
- 1806 als Besatzungstruppe in Warschau
- Teilnahme an der Schlacht gegen die Truppen Napoleons I. bei Preußisch Eylau am 8. Februar 1807

### Befreiungskriege
In den Befreiungskriegen 1813/15 kämpften die Kürassiere bei Groß-Görschen (2. Mai 1813), bei Haynau (26. Mai 1813) und in der Völkerschlacht bei Leipzig. Der Einmarsch nach Frankreich erfolgte im März 1814 sowie die Teilnahme an der Schlacht bei Laon. Beim Feldzug gegen Napoleon im Jahre 1815 stand der Verband bei der Reservekavallerie, nahm jedoch an der Siegesparade in Paris am 24. August 1815 teil. Am 25. Januar 1816 erfolgte die Rückkehr in die Garnison Breslau.

### Revolution 1848
Im Rahmen der Bekämpfung von Aufständischen kam das Regiment bei der Niederschlagung der revolutionären Unruhen in Posen zum Einsatz.

### Deutscher Krieg
Das Regiment gehörte zur Reserve und nahm an nur einem Gefecht teil.

### Deutsch-Französischer Krieg
Das Regiment gehörte zur Reserve und hatte zunächst keine Einsätze. Es wurde dann zur Belagerungsarmee vor Paris verlegt und kämpfte anschließend gegen die französische Loire-Armee. Nach dem Waffenstillstand verblieb der Verband zunächst noch bei den Besatzungstruppen und kehrte am 16. Juni 1871 nach Breslau zurück.

### Erster Weltkrieg
Das Regiment rückte im Verband der 5. Kavallerie-Division nach Frankreich aus, wo es an der Marneschlacht teilnahm. Im November 1914 verlegten die Kürassiere an die Ostfront, wo sie zunächst vorwiegend in Russisch-Polen und den Karpathen eingesetzt wurden. Im Sommer 1915 erfolgte die Verlegung in die Prypjat-Sümpfe und die Gegend von Pinsk, wo die Truppe bis Januar 1918 verblieb und kavalleristisch im Meldereiter und Ordnungsdienst verwendet wurde. Danach erfolgte die Auflösung der Division. Die betroffenen Kavallerie-Regimenter gaben ihre Pferde ab und wurden im Rahmen der Kavallerie-Schützenverbände auf dem Truppenübungsplatz Zossen infanteristisch ausgebildet. Vom Juli 1918 bis zum Kriegsende kämpfte das nunmehrige Kavallerie-Schützen-Kommando 11 mit der Garde-Kavallerie-Schützen-Division in der Champagne und nahm an den schweren Abwehrschlachten in diesem Abschnitt teil bis zu den Rückzugskämpfen vor der Antwerpen-Maas-Stellung im November 1918.

### Verbleib
Nach dem Kriegsende beorderte man das ehemalige Leib-Kürassier-Regiment nach Berlin, wo es zum Schutz der Reichsregierung gegen die aufständische Volksmarinedivision eingesetzt wurde. Danach zogen die Reste des Regiments nach Breslau, wo sie demobilisiert wurden.
Die Tradition übernahm in der Reichswehr durch Erlass des Chefs der Heeresleitung General der Infanterie Hans von Seeckt vom 24. August 1921 die 1. Eskadron des 7. (Preußisches) Reiter-Regiments in Breslau.

## Kommandeure
| Dienstgrad                  | Name                                   | Datum                                                        |
| --------------------------- | -------------------------------------- | ------------------------------------------------------------ |
| Oberstleutnant/Oberst       | Karl Johann von Mutius                 | 25. November 1807 bis 31. Dezember 1810                      |
| Major/Oberstleutnant/Oberst | Ferdinand von Lessel                   | 01. Januar 1810 bis 2. Mai 1813                              |
| Major/Oberstleutnant/Oberst | Karl von Briesen                       | 27. Mai 1813 bis 9. Mai 1816                                 |
| Oberstleutnant/Oberst       | Ernst von Krosigk                      | 1816                                                         |
| Major/Oberstleutnant        | Friedrich von dem Bussche-Ippenburg    | 01. Dezember 1823 bis 30. März 1829                          |
| Oberstleutnant              | Moritz von Froelich                    | 09. Mai 1828 bis 29. März 1830 (mit der Führung beauftragt)  |
| Oberstleutnant/Oberst       | Moritz von Froelich                    | 30. März 1830 bis 29. März 1838                              |
| Major                       | Friedrich von Reitzenstein             | 30. März 1838 bis 24. März 1841                              |
| Major                       | Wilhelm von Tresckow                   | 26. März bis 11. September 1841 (mit der Führung beauftragt) |
| Oberstleutnant/Oberst       | Wilhelm von Tresckow                   | 12. September 1841 bis 6. März 1848                          |
| Major/Oberstleutnant/Oberst | Ferdinand von Sydow                    | 09. März bis 6. Mai 1848 (mit der Führung beauftragt)        |
| Major/Oberstleutnant/Oberst | Ferdinand von Sydow                    | 07. Mai 1848 bis 9. März 1853                                |
| Oberst                      | Hermann von Gansauge                   | 17. März 1853 bis zum 12. Juli 1854                          |
| Major                       | Rudolf zu Solms-Laubach                | 1854                                                         |
| Major/Oberstleutnant/Oberst | Alexander von Noville                  | 1858                                                         |
| Major/Oberstleutnant        | Adalbert von Barby                     | 26. April 1862 bis 13. Januar 1868                           |
|                             | Karl von Oppen                         | 14. Januar 1868 bis 21. Januar 1874                          |
|                             | Max Taets von Amerongen                | 22. Januar 1874 bis 5. April 1882                            |
|                             | Albert von Schleinitz                  | 15. April 1882 bis 13. Juni 1886                             |
|                             | Hermann von Frankenberg-Proschlitz     | 14. Juni 1886 bis 16. Mai 1892                               |
|                             | Wilhelm von Moltke                     | 17. Mai 1892 bis 15. April 1896                              |
|                             | Michael von Szymonski                  | 16. April 1896 bis 17. April 1899                            |
|                             | Kuno von Moltke                        | 18. April 1899 bis 15. Juni 1901                             |
|                             | Wilhelm von Vollard-Bockelberg         | 16. Juni 1901 bis 12. September 1906                         |
| Oberstleutnant/Oberst       | Eberhard von Schmettow                 | 13. September 1906 bis 1. April 1912                         |
| Oberstleutnant/Oberst       | Egmont Polydor von Websky              | 2. April 1912 bis 19. Mai 1914                               |
|                             | Eberhard von Giese                     | 20. Mai 1914 bis 31. Juli 1915                               |
|                             | Axel von Wachtmeister                  | 01. August 1915 bis 1916                                     |
|                             | Franz Graf von Magnis                  | 1916 bis 1918                                                |
| Major                       | Ernst Maria Dodo Emil Klemens von Behr | 3. August 1918 bis 2. November 1918                          |

## Uniform im Jahre 1914
Bis 1912 wurde im Dienst ein cremefarbener Koller und cremefarbene Stiefelhosen getragen. Offiziere waren mit Epauletten zur Parade oder sonst Schulterklappen, Unteroffiziere und Mannschaften nur mit Schulterklappen ausgestattet. Zur Uniform trugen die Unteroffiziere und Mannschaften ein weißledernes Überschnallkoppel und ein weißledernes Bandolier mit einem schwarzen Kartuschkasten, dieser mit speziellen aufgelegten brandenburgischen Adlern. Offiziere hatten das Koppel oder die Feldbinde bzw. zu Paraden die Schärpe als Offiziersattribut um den Leib. Die schwarze Kartusche mit spezieller Auflage an goldmetallbelegtem und mit schwarzem Samt unterfütterten Bandolier. Dazu kamen schwarze Halbstulpenstiefel mit Anschnallsporen und der Kürassier-Stahlhelm aus poliertem Eisenblech mit Abzeichen aus Tombak. Der Helm war seit 1902 mit einem altbrandenburgischen Adler mit dem Bandeau „PRO GLORIA ET PATRIA“ ausgestattet. Bei Paraden wurde zusätzlich ein weißmetallener, zweiteiliger Kürass sowie weiße Stulpenhandschuhe angelegt. Als Ausgehuniform trugen die Kürassiere einen dunkelblauen Waffenrock. Mannschaften trugen neben dem Helm ein Krätzchen (schirmlose Mütze). Unteroffiziere und Offiziere eine weiße Schirmmütze mit schwarzem Besatzstreifen.
Die Abzeichenfarbe auf den schwedischen Aufschlägen und dem Kragen war schwarz, die Knöpfe und Borten goldfarben. Auf den Epaulettenfeldern befand sich der Namenszug „WR“ mit Krone. Mannschaften und Unteroffiziere führten Stahlrohrlanzen mit schwarz-weißen bzw. mit einem heraldischen Adler versehene Lanzenflaggen.
Bereits mit A.K.O. vom 14. Februar 1907 befohlen und ab 1909/1910 schrittweise eingeführt, wurde anlässlich des Kaisermanövers 1913 die bunte Uniform erstmals durch die feldgraue Felddienstuniform (M 1910) ersetzt. Das Lederzeug und die Stiefel waren naturbraun, der Helm wurde durch einen schilffarbig genannten Stoffüberzug bedeckt. Das Bandelier und die Kartusche wurden durch Trageriemen und Patronentaschen ersetzt.
Die pferdesportlich engagierten Offiziere des Regiments – unter ihnen besonders prominent Rittmeister Wilhelm Graf von Hohenau, Bronzemedaillengewinner beim Mannschafts-Springreiten der Olympischen Spiele in Stockholm 1912 und Sieger im Deutschen Spring-Derby 1926 – trugen die Uniform der Leibkürassiere, wenn sie vor und nach dem Ersten Weltkrieg an Galopprennen und Turnieren teilnahmen.